# Programa Antártico Indio

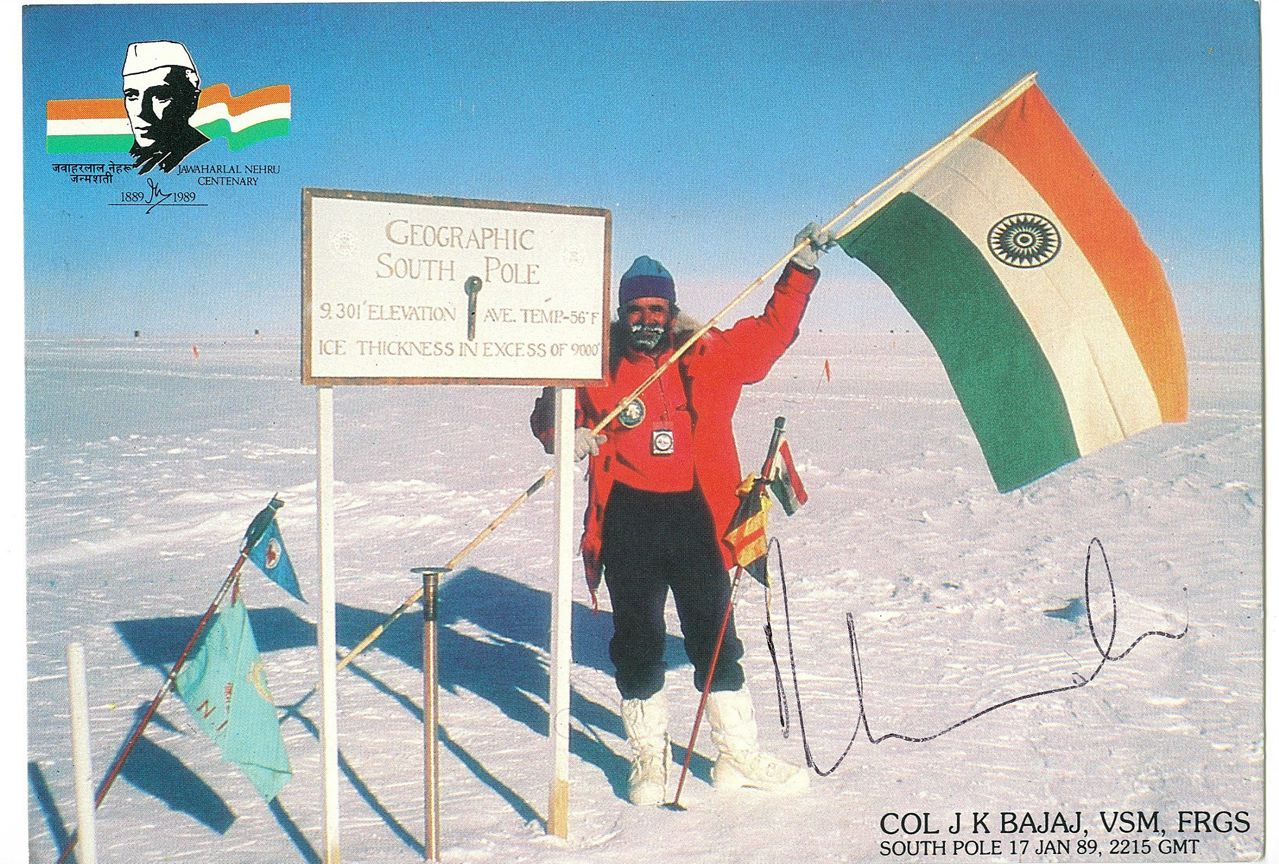
El coronel Jatinder Kumar Bajaj, un miembro de las expediciones indias a la Antártida, parado en el polo sur, enero de 1989

El Programa Antártico Indio es un programa multi disciplinario y multi institucional dependiente del Centro Nacional de Investigación Antártica y Oceánica del Gobierno de la India. Se inició en 1981 con la primera expedición india a la Antártida. El programa obtuvo aceptación global con la incorporación de la India como firmante del Tratado Antártico y la subsecuente construcción de la Base Dakshin Gangotri en 1983, reemplazada por la Base Maitri en 1990. Su base más reciente es Bharati.
En el marco del programa, la India ha estudiado ciencias atmosféricas, biológicas, terrestres, químicas y médicas, y desde el 14 de octubre de 2010 ha llevado a cabo 30 expediciones científicas en la Antártida.

## Historia
El origen de las misiones indias a la Antártida se remontan a un acuerdo entre la Agencia India de Investigación Espacial y el Centro hidrometeorológico de Rusia, lo que permitió a indios, como el Dr. Paramjit Singh Sehra, a unirse a la 17.ª expedición antártica soviética de 1971-1973.

## India y el Tratado Antártico
La India se adhirió oficialmente al Tratado Antártico el 1 de agosto de 1983. El 12 de septiembre de 1983, el país se convirtió en el decimoquinto miembro consultivo del Tratado Antártico.

## Organización
El programa es administrado por el Centro Nacional de Investigación Antártica y Oceánica (NCAOR por sus siglas en inglés). El NCAOR y el Departamento de Desarrollo Oceánico seleccionan a los miembros de las expediciones antárticas de la India. Luego de chequeos médicos y un entrenamiento de aclimatación en los Himalayas, los miembros de la expedición reciben capacitación en supervivencia, ética ambiental, lucha contra incendios y operaciones en grupo.
El costo de una expedición suele rondar los 200 millones de rupias indias (3.1 millones de dólares). El apoyo logístico para las expediciones es brindado por las Fuerzas Armadas de India.
El punto de partida de las expediciones indias ha variado desde Goa en India hasta Ciudad del Cabo en Sudáfrica.

## Cooperación internacional
Desde el 1 de octubre de 1983 India forma parte del Comité Científico para la Investigación en la Antártida y desde 1986 de la Convención para la Conservación de Recursos Vivos Marinos Antárticos. El 14 de enero de 1998 el país ratificó el Protocolo al Tratado Antártico sobre Protección del Medio Ambiente.
India también colabora en la comunidad internacional como miembro de la Autoridad Internacional de los Fondos Marinos, el Comité Regional de la Comisión Oceanográfica Intergubernamental en el Océano Índico y la Convención de las Naciones Unidas sobre el Derecho del Mar.

## Investigación
Un total de 120 nuevos microbios se descubrieron como resultado del esfuerzo científico internacional en la Antártida en 2005. 30 de estos microbios han sido descubiertos por científicos indios. En 2007, el país publicó más de 300 artículos científicos basados en estudios antárticos.

## Bases científicas

### Dakshin Gangotri
Fue la primera base india en la Antártida, desde 1989 es utilizada como depósito y base transitoria.

### Base Maitri
La Base Maitri, es la segunda base antártica permanente (operativa durante todo el año) construida por India. Se ubica en una región de montañas rocosas llamada Oasis Schirmacher, en la Costa de la Princesa Astrid, en Tierra de la Reina Maud.

### Base Bharathi
Es la tercera base antártica de la India y junto con Maitri, las dos únicas activas de ese país. Esta estación de investigación ha estado activa desde el 18 de marzo de 2012, aunque no ha sido inaugurada formalmente todavía.